# Maarbarus cinctus
Maarbarus cinctus är en insektsart som beskrevs av Buckton. Maarbarus cinctus ingår i släktet Maarbarus och familjen hornstritar. Inga underarter finns listade i Catalogue of Life.